# Aratinga de cap turquesa
L'aratinga de cap turquesa (Aratinga weddellii) és una espècie d'ocell de la família dels psitàcids que habita boscos i sabanes des del sud-est de Colòmbia, cap al sud, a través de l'est de l'Equador, del Perú i del Brasil fins al nord de Bolívia.